# تیران تر-ساهاکیان
تیران ساهاکی تر-ساهاکیان (ارمنی: Տիրան Սահակի Տեր-Սահակյան؛  زادهٔ ۱۹ مه [سبک قدیمی: ۶ مه] ۱۹۰۴ - درگذشته ۱۶ مهٔ ۱۹۸۲) دانشمند اهل ارمنستان بود.

## زندگی‌نامه
وی در ۶ مهٔ ۱۹۰۴ در گتاشن به دنیا آمد و از دانشگاه دولتی ایروان (۱۹۲۵) فارغ‌التحصیل گشت. همچنین برندهٔ جوایزی همچون نشان پرچم سرخ کار و نشان برجسته افتخار شده است. وی در ۱۶ مهٔ ۱۹۸۲ در سن ۷۸ سالگی در ایروان درگذشت.

## یادداشت
1. ↑  գյուղատնտեսական գիտությունների դոկտոր
2. ↑  ՀՀ ԳԱԱ բուսաբանության ինստիտուտ
3. ↑  Ջաֆարապատ